# Vijenac Barilovićki
Vijenac Barilovićki is een plaats in de gemeente Barilović in de Kroatische provincie Karlovac. De plaats telt 93 inwoners (2001).